# 鈴見インターチェンジ
鈴見インターチェンジ（すずみインターチェンジ）は、石川県金沢市にある金沢外環状道路山側幹線（金沢東部環状道路、通称・山側環状）のインターチェンジである。

## 概要
- フルインターチェンジである。
- 当ICを境に、山側環状は国道159号から石川県道22号金沢小松線（もりの里1丁目交差点まで石川県道27号金沢井波線と重複）に切り替わる
- 当IC以南は片側2車線の信号のある道路で金沢大学の門前町として栄えるもりの里・田上エリアに入り、ロードサイド店舗が多く立ち並ぶ。
- 当IC以北は信号のない道路で、トンネルの連続する区間となる。

## 道路
- 国道159号（国道249号、国道304号と重複）金沢外環状道路山側幹線（金沢東部環状道路、通称・山側環状）
- 石川県道27号金沢井波線
- 石川県道22号金沢小松線

## 周辺
- ファミリーマートしばはら杜の里店
- GEO金沢桜町店
- クスリのアオキ鈴見店
- 北陸鉄道グループバス「鈴見台一丁目」バス停(92,93番は、ファミリーマート前)(88,99,97番と90番鈴見台経由は、クスリのアオキ前)

## 隣
金沢外環状道路
東長江IC - 鈴見IC - もりの里三丁目交差点